# Zalifa Bente Salim
 (juin 2024).
Zalifa Bente Salim est une femme politique malgache et la reine du royaume Sakalava-Analava,.
Elle est la fille de la reine Augustin Soazara et du gouverneur Salimo Ben Issa et est née en 1958.

## Carrière politique
Elle était membre de l'Assemblée nationale de Madagascar, elle a été élue du parti Vanjava Velogno lors des élections législatives malgaches en 1998, réélues en 2002 et en 2007. Elle a représenté la circonscription d'Analalava.